# Calcio ai Giochi della IX Olimpiade

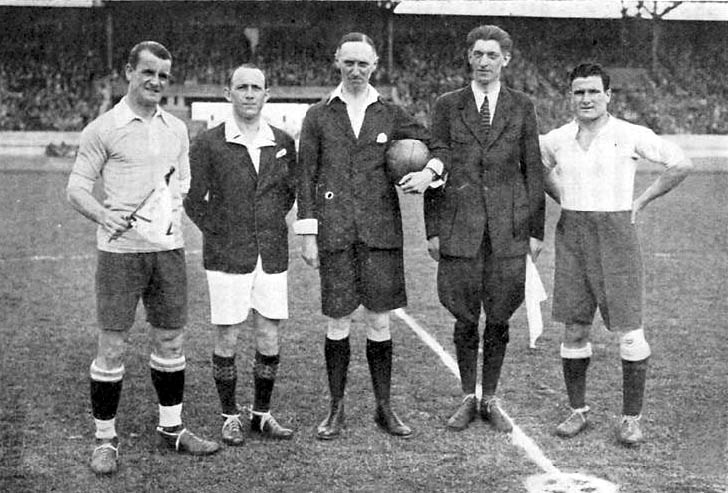
I capitani di Uruguay e Argentina, José Nasazzi (a sinistra) e Luis Monti (a destra), prima della finale, assieme alla terna comandata dall'arbitro olandese Johannes Mutters (al centro).

Il torneo di calcio della IX Olimpiade fu il settimo torneo olimpico. Si svolse dal 27 maggio al 13 giugno 1928 ad Amsterdam e vide la vittoria per la seconda volta consecutiva dell'Uruguay. Potevano essere impiegati solo calciatori dilettanti.
Si tenne anche un minitorneo di consolazione fra Rotterdam e Arnhem, vinto dai padroni di casa dei Paesi Bassi per sorteggio, in seguito al 2-2 con il Cile. Rispetto all'edizione precedente, il numero complessivo delle squadre partecipanti scende da 22 a 17, con una diminuzione delle nazionali europee partecipanti e un aumento di quelle extraeuropee, in gran parte americane. L'Africa è di nuovo rappresentata dall'Egitto, mentre per il Nord e Centro America, oltre agli Stati Uniti, c'è il Messico, ed il Sud America è rappresentato, oltre che dall'Uruguay, da Argentina e Cile. Questo è l'ultimo torneo olimpico disputato prima della nascita dell'attuale Coppa del mondo FIFA, la cui prima edizione si svolse nel 1930 in Uruguay, scelto quale nazione ospitante da detentore dei titoli olimpici del 1924 e del 1928.
Quest'edizione dei Giochi e la precedente sono state (e sono tuttora) fonte di dibattito: la FIFA in un primo momento riconobbe queste edizioni come "mondiale dilettantistico", ma in seguito rivide la decisione e nel corso degli anni cambiò più volte opinione, tant'è che ancora oggi non c'è chiarezza in merito. Questo è il motivo per il quale l'Uruguay sfoggia quattro stelle sul proprio stemma sebbene abbia vinto solo due campionati mondiali. Il caso è significativo poiché unico nel suo genere.

## Squadre partecipanti
La Bulgaria si ritirò il 3 maggio 1928 a causa del terremoto che la colpì in aprile, Grecia ed Estonia invece si ritirarono rispettivamente il 14 maggio 1928 ed il 22 maggio 1928 per ragioni ignote. Delle tre, solo l'Estonia si ritirò a sorteggio già effettuato.
| Squadre     | Confederazione | Ultima apparizione | Miglior risultato                                    |
| ----------- | -------------- | ------------------ | ---------------------------------------------------- |
| Argentina   | CONMEBOL       | Esordiente         | -                                                    |
| Belgio      | nessuna        | Parigi 1924        | Oro (Anversa 1920)                                   |
| Cile        | CONMEBOL       | Esordiente         | -                                                    |
| Egitto      | nessuna        | Parigi 1924        | Quarti di finale (Parigi 1924)                       |
| Francia     | nessuna        | Parigi 1924        | Semifinali (Londra 1908 e Anversa 1920)              |
| Germania    | nessuna        | Stoccolma 1912     | Turno di qualificazione (Stoccolma 1912)             |
| Italia      | nessuna        | Parigi 1924        | Quarti di finale (Anversa 1920 e Parigi 1924)        |
| Jugoslavia  | nessuna        | Parigi 1924        | Turno di qualificazione (Anversa 1920 e Parigi 1924) |
| Lussemburgo | nessuna        | Parigi 1924        | Ottavi di finale (Parigi 1924)                       |
| Messico     | nessuna        | Esordiente         | -                                                    |
| Paesi Bassi | nessuna        | Parigi 1924        | Bronzo (Londra 1908, Stoccolma 1912 e Anversa 1920)  |
| Portogallo  | nessuna        | Esordiente         | -                                                    |
| Spagna      | nessuna        | Parigi 1924        | Argento (Anversa 1920)                               |
| Stati Uniti | nessuna        | Parigi 1924        | Ottavi di finale (Parigi 1924)                       |
| Svizzera    | nessuna        | Parigi 1924        | Argento (Parigi 1924)                                |
| Turchia     | nessuna        | Parigi 1924        | Turno di qualificazione (Parigi 1924)                |
| Uruguay     | CONMEBOL       | Parigi 1924        | Oro (Parigi 1924)                                    |

## Formula
Era previsto un turno preliminare di qualificazione con due incontri: quello fra Portogallo e Cile e quello fra Estonia e Spagna. Le vincitrici di questi incontri si sarebbero qualificate agli ottavi di finale, a cui erano già qualificate tutte le altre squadre. A seguito del ritiro dell'Estonia - avvenuto a sorteggio già effettuato - anche la Spagna ottenne la qualificazione automatica agli ottavi di finale. Successivamente aveva luogo il torneo vero e proprio e che era strutturato interamente ad eliminazione diretta: ottavi di finale, quarti di finale, semifinali e finali.
Al termine del torneo, si tenne anche un torneo di consolazione con formula ad eliminazione diretta composta da semifinali e finale. L'adesione fu offerta a tutte le squadre eliminate prima delle semifinali ma vi aderirono solo Belgio, Cile, Messico e Paesi Bassi.

## Risultati

### Turno di qualificazione
| Arbitro: | Mohamed |

|                                        |           |                            |
| Vítor Silva 38’ Pepe 40’, 50’ Mota 63’ | Marcatori | 14’ Saavedra 30’ Carbonell |

### Turno principale
|  | Ottavi di finale | Ottavi di finale |                |       | Quarti di finale          | Quarti di finale          |          |          | Semifinali | Semifinali |  |  | Finale | Finale |
|  |                  |                  |                |       |                           |                           |          |          |            |            |  |  |        |        |
|  | 29 maggio        |                  |                |       |                           |                           |          |          |            |            |  |  |        |        |
|  |                  |                  |                |       |                           |                           |          |          |            |            |  |  |        |        |
|  | Francia          | 3                |                |       |                           |                           |          |          |            |            |  |  |        |        |
|  | Francia          | 3                | 1 (4) giugno   |       |                           |                           |          |          |            |            |  |  |        |        |
|  | Italia           | 4                |                |       |                           |                           |          |          |            |            |  |  |        |        |
|  | Italia           | 4                | Italia         | 1 (7) |                           |                           |          |          |            |            |  |  |        |        |
|  | 30 maggio        |                  | Italia         | 1 (7) |                           |                           |          |          |            |            |  |  |        |        |
|  |                  | Spagna           | 1 (1)          |       |                           |                           |          |          |            |            |  |  |        |        |
|  | Spagna           | Spagna           | 1 (1)          | 7     |                           |                           |          |          |            |            |  |  |        |        |
|  | Spagna           |                  | 7 giugno       | 7     |                           |                           |          |          |            |            |  |  |        |        |
|  | Messico          | 1                |                |       |                           |                           |          |          |            |            |  |  |        |        |
|  | Messico          | 1                | Italia         | 2     |                           |                           |          |          |            |            |  |  |        |        |
|  | 28 maggio        |                  | Italia         | 2     |                           |                           |          |          |            |            |  |  |        |        |
|  |                  | Uruguay          | 3              |       |                           |                           |          |          |            |            |  |  |        |        |
|  | Svizzera         | Uruguay          | 3              | 0     |                           |                           |          |          |            |            |  |  |        |        |
|  | Svizzera         | 3 giugno         |                | 0     |                           |                           |          |          |            |            |  |  |        |        |
|  | Germania         | 4                |                |       |                           |                           |          |          |            |            |  |  |        |        |
|  | Germania         | 4                | Germania       | 1     |                           |                           |          |          |            |            |  |  |        |        |
|  | 30 maggio        |                  | Germania       | 1     |                           |                           |          |          |            |            |  |  |        |        |
|  |                  | Uruguay          | 4              |       |                           |                           |          |          |            |            |  |  |        |        |
|  | Paesi Bassi      | Uruguay          | 4              | 0     |                           |                           |          |          |            |            |  |  |        |        |
|  | Paesi Bassi      |                  | 10 (13) giugno | 0     |                           |                           |          |          |            |            |  |  |        |        |
|  | Uruguay          | 2                |                |       |                           |                           |          |          |            |            |  |  |        |        |
|  | Uruguay          | 2                | Uruguay        | 1 (2) |                           |                           |          |          |            |            |  |  |        |        |
|  | 30 maggio        |                  | Uruguay        | 1 (2) |                           |                           |          |          |            |            |  |  |        |        |
|  |                  | Argentina        | 1 (1)          |       |                           |                           |          |          |            |            |  |  |        |        |
|  | Argentina        | Argentina        | 1 (1)          | 11    |                           |                           |          |          |            |            |  |  |        |        |
|  | Argentina        | 2 giugno         |                | 11    |                           |                           |          |          |            |            |  |  |        |        |
|  | Stati Uniti      | 2                |                |       |                           |                           |          |          |            |            |  |  |        |        |
|  | Stati Uniti      | 2                | Argentina      | 6     |                           |                           |          |          |            |            |  |  |        |        |
|  | 27 maggio        |                  | Argentina      | 6     |                           |                           |          |          |            |            |  |  |        |        |
|  |                  | Belgio           | 3              |       |                           |                           |          |          |            |            |  |  |        |        |
|  | Lussemburgo      | Belgio           | 3              | 3     |                           |                           |          |          |            |            |  |  |        |        |
|  | Lussemburgo      |                  | 6 giugno       | 3     |                           |                           |          |          |            |            |  |  |        |        |
|  | Belgio           | 5                |                |       |                           |                           |          |          |            |            |  |  |        |        |
|  | Belgio           | 5                | Argentina      | 6     |                           |                           |          |          |            |            |  |  |        |        |
|  | 29 maggio        |                  | Argentina      | 6     |                           |                           |          |          |            |            |  |  |        |        |
|  |                  | Egitto           | 0              |       | Finale per il terzo posto | Finale per il terzo posto |          |          |            |            |  |  |        |        |
|  | Jugoslavia       | Egitto           | 0              | 1     | Finale per il terzo posto | Finale per il terzo posto |          |          |            |            |  |  |        |        |
|  | Jugoslavia       | 3 giugno         | 3 giugno       | 1     |                           |                           | 9 giugno | 9 giugno |            |            |  |  |        |        |
|  | Portogallo       | 3 giugno         | 3 giugno       | 2     |                           |                           | 9 giugno | 9 giugno |            |            |  |  |        |        |
|  | Portogallo       | Portogallo       | 1              | 2     | Italia                    | 11                        |          |          |            |            |  |  |        |        |
|  | 28 maggio        | Portogallo       | 1              |       | Italia                    | 11                        |          |          |            |            |  |  |        |        |
|  |                  | Egitto           | 2              |       | Egitto                    | 3                         |          |          |            |            |  |  |        |        |
|  | Turchia          | Egitto           | 2              | 1     | Egitto                    | 3                         |          |          |            |            |  |  |        |        |
|  | Turchia          |                  |                | 1     |                           |                           |          |          |            |            |  |  |        |        |
|  | Egitto           | 7                |                |       |                           |                           |          |          |            |            |  |  |        |        |
|  | Egitto           | 7                |                |       |                           |                           |          |          |            |            |  |  |        |        |

#### Ottavi di finale
| Arbitro: | Martínez |

|                                        |           |                                              |
| Schutz 31’ Weisgerber 42’ Theissen 44’ | Marcatori | 9’, 72’ Braine 20’ Versijp 23’, 67’ Moeschal |

| Arbitro: | Eymers |

|  |           |                                    |
|  | Marcatori | 17’, 75’, 85’ Hofmann 42’ Hornauer |

| Arbitro: | Slawik |

|           |           |                                                                              |
| Refet 71’ | Marcatori | 20’ (rig.) al Hassani 27’ Riad 46’, 50’, 63’ Mokhtar 53’ Hooda 86’ al Zobeir |

| Arbitro: | Christophe |

|                              |           |                                                       |
| Brouzes 15’, 17’ Dauphin 61’ | Marcatori | 19’ Rossetti 39’ Levratto 43’ Banchero 60’ Baloncieri |

| Arbitro: | Birlem |

|             |           |                                   |
| Bonačić 40’ | Marcatori | 25’ Vítor Silva 90’ Augusto Silva |

| Arbitro: | Boronkay |

|                                                                 |           |             |
| Regueiro 13’, 27’ Yermo 43’, 63’, 85’ Calcotas 66’ Mariscal 70’ | Marcatori | 76’ Carreño |

| Arbitro: | Langenus |

|  |           |                           |
|  | Marcatori | 20’ Scarone 86’ Urdinarán |

| Arbitro: | Ruoff |

|                                                                                  |           |                         |
| Ferreira 9’, 29’ Tarasconi 24’, 63’, 66’, 89’ Orsi 41’, 73’ Cherro 47’, 49’, 57’ | Marcatori | 55’ Kuntner 75’ Carroll |

#### Quarti di finale
| Arbitro: | Lombardi |

|                |           |            |
| Baloncieri 63’ | Marcatori | 11’ Zaldua |

| Arbitro: | Boekman |

|                                                                                       |           |           |
| Magnozzi 14’ Schiavio 15’ Baloncieri 18’ Bernardini 40’ Rivolta 72’ Levratto 76’, 77’ | Marcatori | 47’ Yermo |

| Arbitro: | Malcher |

|                                                  |           |                                       |
| Tarasconi 1’, 10’, 75’, 89’ Ferreira 4’ Orsi 81’ | Marcatori | 24’ Braine 28’ van Halme 53’ Moeschal |

| Arbitro: | Mauro |

|                 |           |                      |
| Vítor Silva 76’ | Marcatori | 15’ Mokhtar 48’ Riad |

| Arbitro: | Mohamed |

|             |           |                                  |
| Hofmann 81’ | Marcatori | 35’, 39’, 84’ Petrone 63’ Castro |

#### Semifinali
| Arbitro: | Escartín Moras |

|                                                      |           |  |
| Cherro 10’ Ferreira 32’, 82’ Tarasconi 37’, 54’, 61’ | Marcatori |  |

| Arbitro: | Eymers |

|                            |           |                                 |
| Baloncieri 9’ Levratto 60’ | Marcatori | 17’ Cea 28’ Campolo 31’ Scarone |

#### Finale per il 3º posto
| Arbitro: | Langenus |

|                                                                                         |           |                           |
| Schiavio 6’, 42’, 58’ Baloncieri 14’, 52’ Banchero 19’, 39’, 44’ Magnozzi 72’, 80’, 88’ | Marcatori | 12’, 16’ Riad 60’ al Ezam |

#### Finale per il 1º posto
| Arbitro: | Mutters |

|             |           |              |
| Petrone 23’ | Marcatori | 50’ Ferreira |

| Arbitro: | Mutters |

| |            | |
| Figueroa 17’ Scarone 73’ | Marcatori  | 28’ Monti |
| Mazali Nasazzi Arispe Andrade Píriz Gestido Arremón Scarone Borjas Cea Figueroa A disposizione: Batignani Canavesi Petrone Fernández Campolo Bartibás Melogno Castro Tejera Urdinarán Anselmo | Formazioni | Bossio Bidoglio Paternoster Médici Monti Evaristo Carricaberry Tarasconi Ferreira Perducca Orsi A disposizione: Díaz Orlandini Cherro Gómez Ochoa Helman Calandra Perinetti Zumelzú Gainzarain Weissmuller |
| Giannotti | Allenatori | Lago Millán |

### Torneo di consolazione
|  | Semifinali  | Semifinali  | Semifinali |      |             | Finale      | Finale | Finale |  |
|  |             |             |            |      |             |             |        |        |  |
|  | Paesi Bassi | Paesi Bassi | 3          |      |             |             |        |        |  |
|  | Paesi Bassi | Paesi Bassi | 3          |      |             |             |        |        |  |
|  | Belgio      | Belgio      | 1          |      |             |             |        |        |  |
|  | Belgio      | Belgio      | 1          |      | Paesi Bassi | Paesi Bassi | 2      |        |  |
|  |             |             |            |      | Paesi Bassi | Paesi Bassi | 2      |        |  |
|  |             |             | Cile       | Cile | 2           |             |        |        |  |
|  | Cile        | Cile        | Cile       | Cile | 2           | 3           |        |        |  |
|  | Cile        | Cile        |            |      |             |             |        |        |  |
|  | Messico     | Messico     | 1          |      |             |             |        |        |  |

#### Semifinali
| Arbitro: | Malcher |

|                              |           |            |
| Ghering 4’ Smeets 6’ Tap 63’ | Marcatori | 85’ Braine |

| Arbitro: | Mutters |

|                        |           |          |
| Subiabre 24’, 48’, 89’ | Marcatori | 15’ Sota |

#### Finale
| Arbitro: | Comorera |

|                        |           |                      |
| Ghering 59’ Smeets 66’ | Marcatori | 55’ Bravo 89’ Alfaro |

## Classifica finale
| Classifica | Classifica  | Classifica |
| ---------- | ----------- | --- |
|            | Uruguay     | UruguayP Batignani, P Mazali, D Arispe, D Canavesi, D Nasazzi, D Tejera, C Andrade, C Bartibás, C Fernández, C Gestido, C Melogno, C Píriz, A Anselmo, A Arremón, A Borjas, A Campolo, A Castro, A Cea, A Figueroa, A Petrone, A Scarone, A Urdinarán, CT: Giannotti                     |
|            | Argentina   | ArgentinaP Bossio, P Díaz, D Bidoglio, D Helman, D Orlandini, D Paternoster, D Weissmuller, D Zumelzú, C Calandra, C Evaristo, C Luna, C Médici, C Monti, C Ochoa, C Perinetti, A Carricaberry, A Cherro, A Ferreira, A Gainzarain, A Orsi, A Perducca, A Tarasconi, CT: Lago Millán     |
|            | Italia      | ItaliaP Combi, P De Prà, P Degani, D Bellini, D Caligaris, D Gasperi, D Pietroboni, D Rosetta, D Viviano, C Baloncieri, C Bernardini, C Ferraris IV, C Genovesi, C Janni, C Pitto, C Rivolta, C Rossetti, A Banchero, A Levratto, A Magnozzi, A Pastore, A Schiavio, CT: Rangone         |
| 4.         | Egitto      | EgittoP Hamdi, P Rostam, D Abaza, D A. Salem, D M. Salem, C El-Hassani, C El-Soury, C Gamal, C A. Hassan, C Shemais, C Soliman, A El-Ezam, A El-Tetsh, A El-Zobair, A Fawzi, A M. Hassan, A I. Houda, A M. Houda, A Mansour, A Mokhtar, A Riyadh, CT: McCrae                             |
| 5.         | Belgio      | BelgioP Caudron, P De Bie, D De Deken, D Ditzler, D Hoydonckx, D Lavigne, D Ruyssevelt, D Van Averbeke, C Bierna, C Boesman, C P. Braine, C De Spae, C Devos, C Hellemans, C Moeschal, C Vanhalme, A R. Braine, A De Coninck, A Diddens, A Verhulst, A Versyp, A Voorhoof, CT: Löwenfelt |
| 5.         | Germania    | GermaniaP Gehlhaar, P Stuhlfauth, P Wentorf, D Beier, D Heidkamp, D Kutterer, D Weber, C Gruber, C Kalb, C Knöpfle, C Leinberger, C Müller, C Nagelschmitz, C Reinmann, A Albrecht, A L. Hofmann, A R. Hofmann, A Horn, A Hornauer, A Kuzorra, A Pöttinger, A Schmitt, CT: Nerz          |
| 5.         | Portogallo  | PortogalloP Cipriano, P Roquete, D Alves, D Carvalho, D José, D Vieira, C Matos, C L. Santos, C A. Silva, C Tamanqueiro, A A. Martins, A J. Martins, A Mota, A Ornelas, A Pepe, A Ramos, A J. Santos, A V. Silva, A Tavares, CT: de Oliveira                                             |
| 5.         | Spagna      | SpagnaP Izaguirre, P Jáuregui, D Ciriaco, D Quincoces, D Vallana, D Zaldúa, C Amadeo, C Antero, C Gamborena, C Legarreta, C Marculeta, C Regueiro, C Trino, C Villaverde, A Bienzobas, A Cholín, A Kiriki, A Mariscal, A Robus, A Sagarzazu, A Yermo, CT: Berraondo                      |
| 9.         | Francia     | FranciaP Henric, P Thépot, D Canthelou, D Domergue, D Rollet, D Wallet, C Banide, C Brouzes, C Chantrel, C Dauphin, C Villaplane, A Bardot, A Dewaquez, A Gourdon, A Langiller, A Monsallier, A Nicolas, A Pavillard, CT: Farmer                                                         |
| 9.         | Lussemburgo | LussemburgoP P. Reuter, P Scharry, D Feller, D Kirsch, D Kolb, C Becker, C Feierstein, C Fischer, C Koetz, C A. Reuter, A Kirpes, A Schütz, A Theissen, A Weber, A Weisgerber, CT: Jacquemart                                                                                            |
| 9.         | Messico     | MessicoP Bonfiglio, P De La Garza, D Garza Gutiérrez, D Guevara, D Ojeda, C L. Cerrilla, C Hernández, C Rojas, C Suinaga, A Carreño, A H. Cerrilla, A Contreras, A Garcés, A López, A Mejía, A Sota, A Terrazas, CT: Rojo de la Vega                                                     |
| 9.         | Paesi Bassi | Paesi BassiP de Boer, P van der Meulen, D Dénis, D van Kol, D van Run, C Kools, C Krom, C Massy, C Schipper, C Schreurs, C van Boxtel, C van der Zalm, C van Heel, A Buitenweg, A Elfring, A Freese, A Ghering, A Smeets, A Tap, A van de Griend, A Vis, A Weber, CT: Glendenning        |
| 9.         | Stati Uniti | Stati UnitiP Cooper, D Duffy, D Littley, D Ryan, D Smith, C Aitken, C Gallagher, C Kane, C Lyons, C Murphy, A Cronin, A Deal, A Findlay, A Kuntner, A O'Carroll, A Rudge, CT: Burford |
| 9.         | Svizzera    | SvizzeraP Grüneisen, P Séchehaye, D Ramseyer, D Weiler, D De Weck, D Facchinetti, D Pichler, D Baltensberger, C Fässler, C de Lavallaz, C Flubacher, C Dietrich, A Abegglen, A Bailly, A Jäggi, A Passello, A Tschirren, CT: Duckworth                                                   |
| 9.         | Turchia     | TurchiaP Kaptan, P Yenal, D Atak, D Göktulga, C Arca, C Baron, C Bekdik, C Seyit, C Uluğ, A Baydar, A Erkuş, A Faruki, A Gürsoy, A Leblebi, A Orhun, A Peykoğlu, A Refet, A Şevki, A Sporel, A Yalınlı, CT: Tóth                                                                         |
| 9.         | Jugoslavia  | JugoslaviaP Mihelčić, P Šifliš, D Beleslin, D Đorđević, D Ivković, D M. Marjanović, D Mitrović, D Premerl, C Arsenijević, C Bonačić, C Giler, A Babić, A Bek, A Benčić, A Cindrić, A B. Marjanović, A Perška, A Sotirović, CT: Pandaković                                                |

## Classifica marcatori
11 reti
- Tarasconi

6 reti
- Ferreira
- Baloncieri

4 reti
- Cherro
- Braine
- Mokhtar
- Riad
- Hofmann
- Banchero
- Levratto
- Magnozzi
- Schiavio
- Yermo
- Petrone

3 reti
- Orsi
- Moeschal
- Subiabre
- Vítor Silva
- Scarone

2 reti
- Brouzes
- Ghering
- Smeets
- Pepe
- Regueiro

1 rete
- Monti
- van Halme
- Versijp
- Alfaro
- Bravo
- Carbonell
- Saavedra
- al Hassani (1 rigore)
- al Ezam
- al Zobeir
- Hooda
- Dauphin
- Hornauer
- Bernardini
- Rivolta
- Rossetti
- Bonačić
- Schutz
- Theissen
- Weisgerber

- Carreño
- Sota
- Tap
- Augusto Silva
- Mota
- Calcotas
- Mariscal
- Zaldua
- Carroll
- Kuntner
- Refet
- Campolo
- Castro
- Cea
- Figueroa
- Urdinarán